# ACS Heniu Prundu Bârgăului (feminin)
ACS Heniu Prundu Bârgăului, cunoscută în mod obișnuit ca Heniu Prundu Bârgăului, sau pur și simplu Heniu, este un fotbal club feminin din România cu sediul în Prundu Bârgăului, Județul Bistrița-Năsăud, România. Echipa a fost înființată în 2013 ca lot feminin a lui Heniu Prundu Bârgăului, club fondat în 1938 care include și o echipă de fotbal masculin.
Bârgăuancele au jucat până în 2022 în Liga I, prima etapă a sistemului românesc de fotbal feminin, după ce a promovat la finalul sezonului 2013–14.
În vara lui 2022, echipa urma să fie preluată de clubul CS Gloria 2018 Bistrița-Năsăud, care avea mai mult sprijin financiar. Mișcarea a căzut scurt din cauza unor probleme de identitate, motivul principal fiind că brandul Heniu ar fi fost suprimat în favoarea celui Gloria.[5] Antrenorul Heniu Călin Svoboda, împreună cu o mare parte a jucătorilor au optat pentru a se muta pentru a fonda secția de fotbal feminin a Gloria 2018, în timp ce Heniu s-a desființat din cauza unei combinații de lipsă de jucători și sprijin financiar.

## Palmares

### Intern
- Liga a II-a
  - Câștigătoare (1): 2013–14
- Cupa României
  - Finaliste (3): 2018, 2021, 2022[6][7]